# Christoph Berner
 (septembre 2021).
Pour les articles homonymes, voir Berner.
Christoph Berner (né en 1971) est un pianiste classique autrichien.

## Biographie
Berner remporte le prix du Concours Géza Anda, pour l'interprétation d'œuvres de Mozart et Schumann en 2003. Auparavant il avait reporté le second prix du Concours international Beethoven de Vienne en 1997.
Berner est bien connu pour sa collaboration avec le ténor allemand Werner Güra, avec qui il a enregistré des lieder de Brahms, Robert et Clara, et plus spécialement Schubert : le duo ayant avant enregistré le Winterreise et le Schwanengesang. Il a également joué avec des instrumentistes tels que Heinrich Schiff.
Berner joue souvent sur un fortepiano, mais pas nécessairement un instrument spécifique à la pièce. Sur son enregistrement du Winterreise, il utilise un fortepiano de 1871, soit 43 ans après la mort de Schubert.